# Rozhledna Vysoký Kamýk
Rozhledna Vysoký Kamýk se nachází na stejnojmenném vrchu v Píseckých horách, leží na katastrálním území Všeteč obce Všemyslice a na území  přírodní rezervace Velký a Malý Kamýk v okrese České Budějovice v Jihočeském kraji.

## Historie

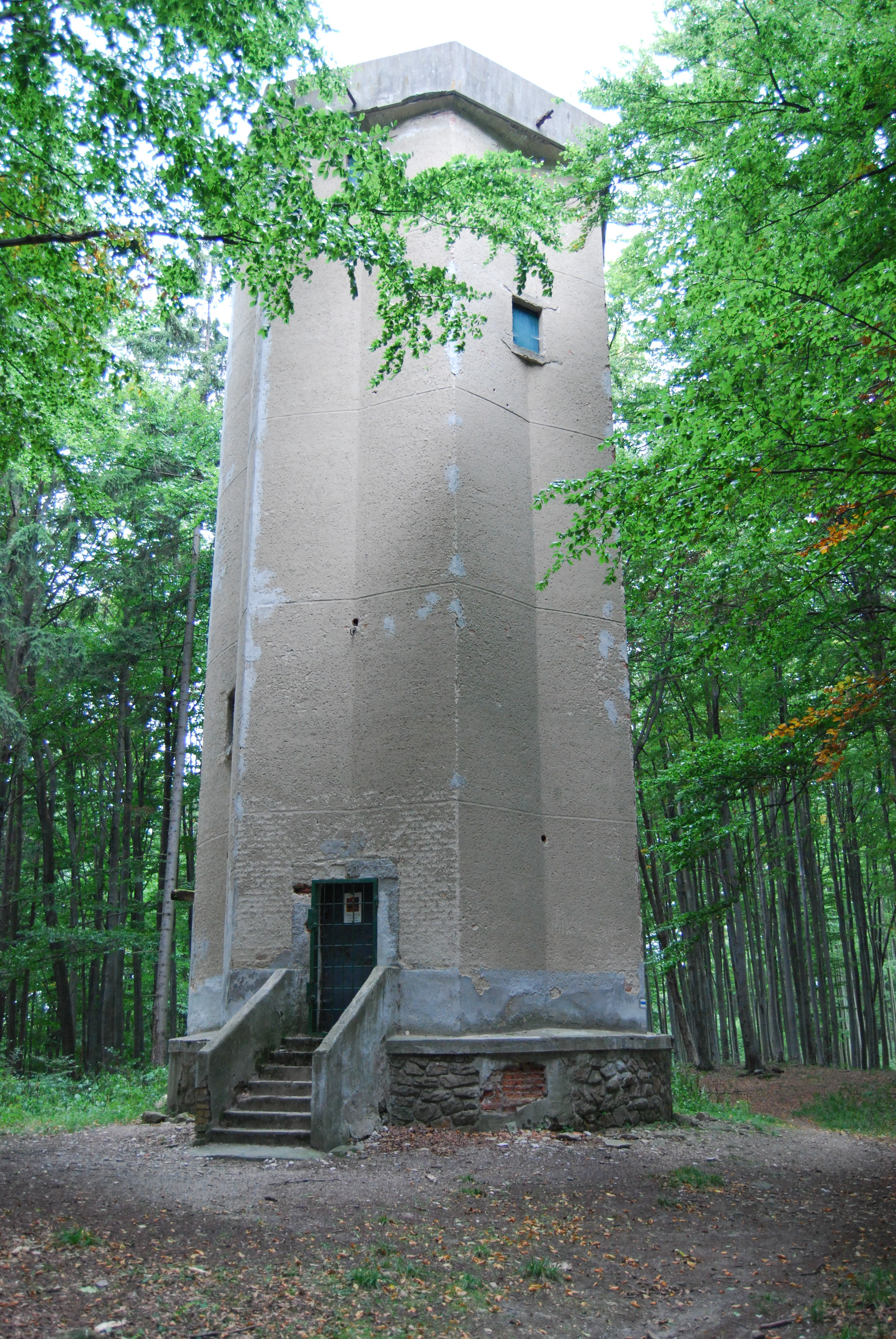
Rozhledna na Vysokém Kamýku - stav v roce 2008

Na vrcholu Vysokého Kamýku byl roku 1864 Vojenským zeměpisným ústavem ve Vídni vyměřen trigonometrický bod I. řádu trigonometrické sítě Rakousko-Uherska (je označen 65 cm vysokým žulovým hranolem). V roce 1931 zde byla postavena dřevěná pětipatrová zeměměřická věž, která se časem rozpadla. Roku 1941 zde byla postavena 16 m vysoká zděná sedmiboká měřická věž, jedna z devíti, která byla za 2. světové války využívána pro spojení armád wehrmachtu. Po válce sloužila jako turistická vyhlídka po okolí. V roce 2011 prošla věž rozsáhlou rekonstrukcí a přestavbou, aby mohla sloužit potřebám společnosti T-Mobile Czech Republic a.s. a rovněž jako turistická rozhledna.

## Technické parametry
Původní zděná věž s půdorysem ve tvaru sedmiúhelníku byla upravena a obestavěna novou ocelovou příhradovou konstrukcí zachovávající půdorys. Ocelová příhradová věž je vysoká 46 m a ve výšce 32,85 m nad terénem je umístěna vyhlídková plošina rozhledny. Ve výškách 35,2 m, 38,3 m a 41,4 m jsou umístěné technologické plošiny (užitné zatížení 300 kg/m²) nesoucí přenosová zařízení operátora sítě mobilních telefonů.

## Výhled
Na západ Šumava, Blanský les s Kletí, okolí Českých Budějovic, Novohradské hory, Českomoravská vrchovina, Česká Sibiř, okolí Tábora, Písecké hory s rozhlednou Jarník.

## Přístup
Nejbližší železniční stanicí je více než 9 km vzdálený Protivín, odkud po žluté turistické značce k rozcestí Vysoký Kamýk a dále po modré, autem do Albrechtic nad Vltavou či Všeteče, v obou případech pak více než 4 km po zelené turistické značce.